# Вежбиці
Вежбиці (пол. Wierzbice, нім. Konradserbe) — село в Польщі, у гміні Кобежиці Вроцлавського повіту Нижньосілезького воєводства.
Населення — 780 осіб (2011).
У 1975-1998 роках село належало до Вроцлавського воєводства.

## Демографія
Демографічна структура станом на 31 березня 2011 року:
|          | Загалом | Допрацездатний вік | Працездатний вік | Постпрацездатний вік |
| -------- | ------- | ------------------ | ---------------- | -------------------- |
| Чоловіки | 367     | 75                 | 256              | 36                   |
| Жінки    | 413     | 85                 | 236              | 92                   |
| Разом    | 780     | 160                | 492              | 128                  |